# Suzanne van Cuyk
Suzanne van Cuyk (26 de enero de 1965) es una jinete neerlandesa que compitió en la modalidad de doma. Ganó una medalla de bronce en el Campeonato Europeo de Doma de 1993, en la prueba por equipos.

## Palmarés internacional
| Campeonato Europeo | Campeonato Europeo | Campeonato Europeo | Campeonato Europeo |
| Año                | Lugar              | Medalla            | Categoría          |
| ------------------ | ------------------ | ------------------ | ------------------ |
| 1993               | Lipica (Eslovenia) | Medalla de bronce  | Por equipos        |